# جیمز سدن
جیمز سدن (به انگلیسی: James Seddon) بازیکن فوتبال زادهٔ ۲۰ مه ۱۸۹۵ اهل انگلستان بود که سابقهٔ بازی در تیم ملی فوتبال انگلستان را در کارنامهٔ خود دارد. وی در تاریخ ۱۰ مه ۱۹۲۳ نخستین بازی ملی خود را در مقابل تیم ملی فوتبال فرانسه انجام داد و با حضور در ۶ بازی ملی، در تاریخ ۱۳ آوریل ۱۹۲۹ واپسین بازی ملی‌اش را در برابر تیم ملی فوتبال اسکاتلند برگزار کرد.